# 寇特妮·弗雷里希斯
寇特妮·弗雷里希斯（英語：Courtney Frerichs，1993年1月18日—）是一名来自美国密苏里州尼克萨的中长跑运动员，专攻障碍跑。她在2017年世界田径锦标赛中获得了银牌。